# Гарига
Гарига је тип ниске жбунасте средоземне вегетације, која се развија на кречњаку, на местима која не могу подржати дрвенасту вегетацију. Антропогено, гариге настају на местима крчења и уништавања медитеранских шума и макија. Честе врсте у гаригама су представници уснатица (лаванда, мајчина душица, жалфија), жуква, рузмарин, клеке.

## Упоредити
- фригана
- макија
- чапарал